# 水島臨海鉄道西埠頭線
西埠頭線（にしふとうせん）は、かつて岡山県倉敷市の三菱自工前駅と西埠頭駅を結んでいた水島臨海鉄道の鉄道路線である。貨物営業のみを行っていた貨物線であるが、2016年7月15日に廃止された。

## 路線データ
- 路線距離（営業キロ）：0.8 km
- 軌間：1067 mm
- 駅数：
  - 旅客駅：1駅（三菱自工前駅）
  - 貨物駅：1駅（西埠頭駅）
- 複線区間：なし（全線単線）
- 電化区間：なし（全線非電化）
- 閉塞方式：スタフ閉塞式
- 保安装置：ATS-SM

西埠頭線は、『鉄道要覧』では独立した一路線として記載されていたが、水島臨海鉄道のホームページでは一路線としてではなく、水島本線の引き込み線として記述されている。

## 歴史
- 1962年（昭和37年）7月1日：倉敷市営鉄道として水島港駅 - 西埠頭駅間 (1.4 km) が開業。
- 1970年（昭和45年）4月1日：水島臨海鉄道に移管。
- 1983年（昭和58年）4月1日：起点を水島港駅から三菱自工前駅に変更 (+0.3 km)。
- 2002年（平成14年）：三菱自工前駅 - 西埠頭駅間 0.9 km短縮。
- 2015年（平成27年）7月25日：三菱自工前駅 - 西埠頭駅間休止[4]。
- 2016年（平成28年）7月15日：三菱自工前駅 - 西埠頭駅間 (0.8 km) 廃止[2]。

## 駅一覧
- 括弧内は起点からの営業キロ。

三菱自工前駅 (0.0 km) - 西埠頭駅 (0.8 km)

## 接続路線
- 三菱自工前駅：水島臨海鉄道水島本線